# شیساندرین بی
شیساندرین بی (به انگلیسی: Schisandrin B) با فرمول شیمیایی C23H28O6 یک ترکیب شیمیایی با شناسه پاب‌کم 108130 است. که جرم مولی آن ۴۰۰٫۴۶ گرم بر مول می‌باشد. 